# Kleiner Zwergfruchtvampir

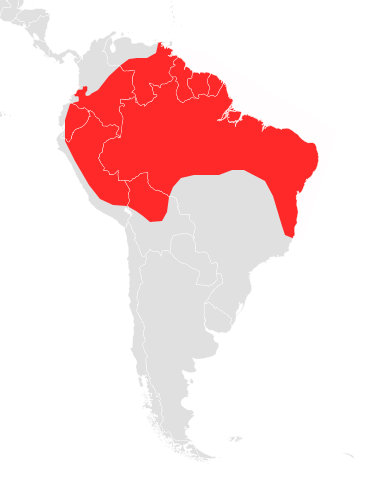
Verbreitungsgebiet des Kleinen Zwergfruchtvampirs

Der Kleine Zwergfruchtvampir (Rhinophylla pumilio) ist ein im nördlichen Südamerika verbreitetes Fledertier in der Unterfamilie der Kurzschwanzblattnasen. Das Typusexemplar stammt aus dem Bundesstaat Bahia in Brasilien. Die Art wurde als erster Vertreter der Gattung Rhinophylla wissenschaftlich beschrieben.

## Merkmale
Die Art ist mit einer Kopf-Rumpf-Länge von 40 bis 57 mm, einer Unterarmlänge von 30 bis 39 mm und einem Gewicht von 8 bis 13,5 g verglichen mit den beiden anderen Gattungsvertretern mittelgroß. Ein Schwanz fehlt, die Hinterfüße sind etwas über 10 mm lang und die Länge der Ohren beträgt 15 bis 17 mm. Die Haare sind an den Wurzeln weiß und an den Spitzen dunkler, was oberseits eine olivbraune bis rotbraune Färbung ergibt. Die Unterseite trägt hellbraunes Fell und die braunen Ohren sind in Kopfnähe heller. Das Nasenblatt besteht aus einer hufeisenförmigen Grundform, die mit der Oberlippe vereint ist und einem schwertförmigen Aufsatz. Typisch ist der kurze und breite Tragus. Weitere Kennzeichen sind die schmale Schwanzflughaut und ein Fersensport (Calcar), der in seiner Länge der halben Fußlänge entspricht. Die inneren Schneidezähne im Oberkiefer sind deutlich größer als die äußeren und mit einer Kerbe versehen. Der diploide Chromosomensatz enthält 34 oder 36 Chromosomen (2n=34–36).

## Verbreitung
Das Verbreitungsgebiet reicht vom zentralen Kolumbien und zentralen Venezuela sowie von Ecuador, Peru und Bolivien östlich der Anden über das Amazonasbecken bis in die Region Guyanas und zum Bundesstaat Espírito Santo in Brasilien. Die Exemplare leben im Flachland und in Gebirgen bis 1400 Meter Höhe. Als Habitat dienen immergrüne tropische Regenwälder und feuchte laubabwerfende Wälder.

## Lebensweise
Der Kleine Zwergfruchtvampir frisst vorwiegend Früchte, die er meist an Büschen findet, sowie Insekten. Die Exemplare bauen aus Blättern von Palmen und Aronstabgewächsen zeltartige Nester. In den Monaten April, Mai, Juni, Juli und Dezember konnten trächtige Weibchen oder Weibchen mit aktiven Zitzen dokumentiert werden. Gelegentlich ruht die Art in Straßendurchlässen oder in Gebäuden.
Die Nahrungssuche findet bis zu 500 Meter vom Versteck entfernt statt. Diese Fledermaus hält sich in einem maximal 17 Hektar großem Revier auf. Im Unterschlupf ruhen meist 2 bis 7 Individuen zusammen. In der Nacht hat die Art 10 bis 15 Minuten lange Flugphasen, auf die 15 bis 20 Minuten lange Pausen folgen. Die gefressenen Früchte zählen meist zur Gattung Vismia (Johanniskrautgewächse) sowie zu den Gattungen Pfeffer, Nachtschatten und Ameisenbäume. Ein Wurf enthält ein Neugeborenes. Einige Exemplare fallen Totenkopfäffchen zum Opfer, die ruhende Fledermäuse finden, indem sie unter die Zeltnester schauen.

## Gefährdung
Waldrodungen wirken sich negativ auf den Bestand aus. Die Art hat ein weites Verbreitungsgebiet und tritt in geeigneten Habitaten häufig auf. Die IUCN listet sie als nicht gefährdet (least concern).